# Arthonia anglica
Arthonia anglica är en lavart som beskrevs av Coppins. Arthonia anglica ingår i släktet Arthonia och familjen Arthoniaceae.   Inga underarter finns listade i Catalogue of Life.